# 伊莲娜·科塔
伊蓮娜·寇塔（英語：Elena Cotta，1931年8月19日—），義大利舞台、電影和電視女演員。

## 生活與生涯
生於米蘭，寇塔年輕時以獎學金就讀西爾維奧·達米科國家戲劇藝術學院，但讀了一年後便退學進入舞台公司「年輕人公司」。1975年，她和老公卡洛·阿利吉耶里創辦自己的公司。
寇塔首次出演電影於1951年。2000年，她以《尋找阿拉布蘭蒂》入圍AFI獎和FCCA獎的最佳女配角。2013年，82歲的她出演的電影《狹路相逢》為她贏得威尼斯影展最佳女演員獎。

## 外部鏈接
- 伊莲娜·科塔在互联网电影资料库（IMDb）上的資料（英文）